# Rånäs slott

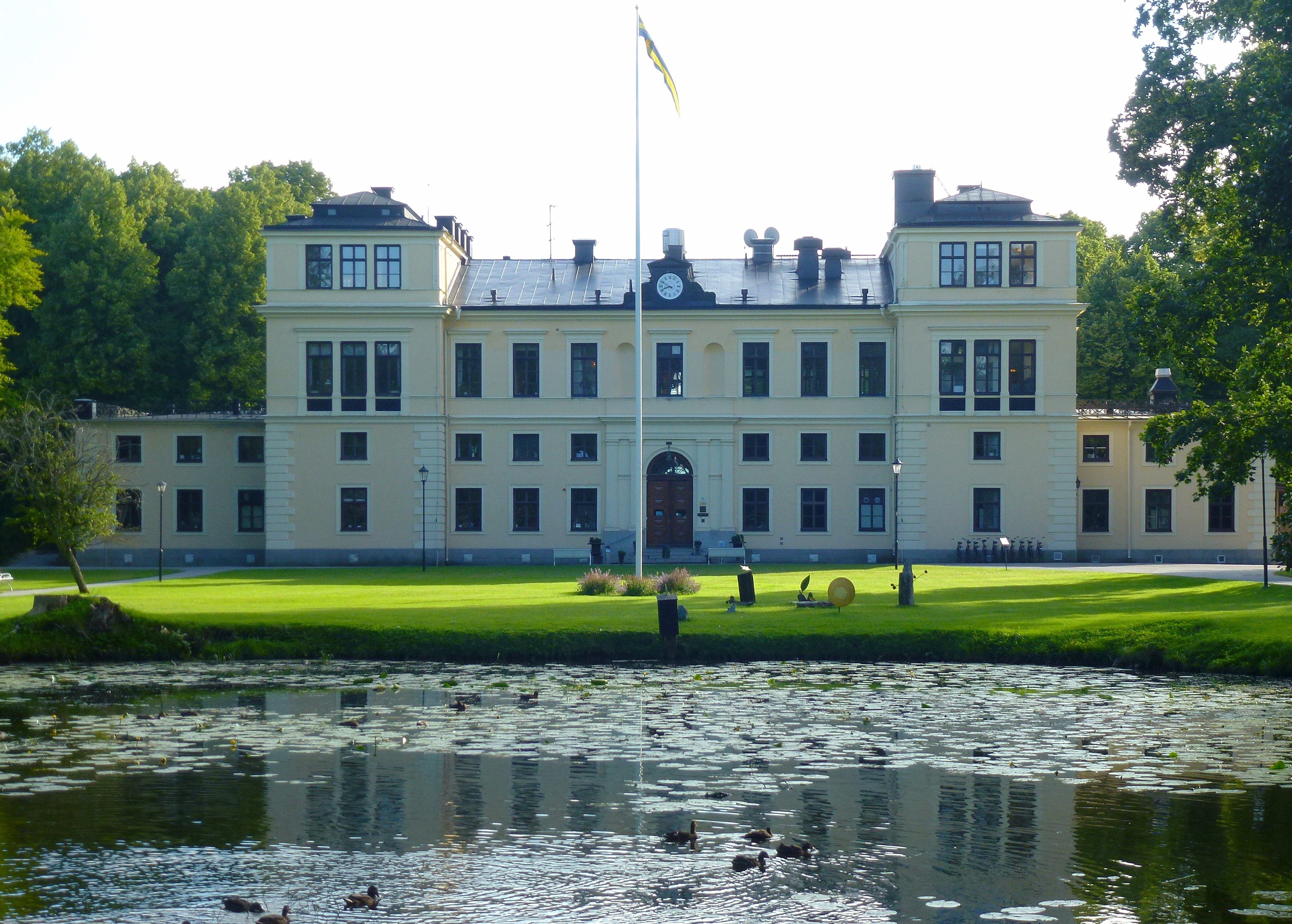
Rånäs slott, juli 2015.

Rånäs slott är en slottsliknande herrgård och ett tidigare säteri som ligger vid Skedviken i bruksorten Rånäs i Fasterna socken i Norrtälje kommun i Uppland. Nuvarande huvudbyggnaden uppfördes 1833–1844 efter ritningar av arkitekten Per Axel Nyström.

## Historik

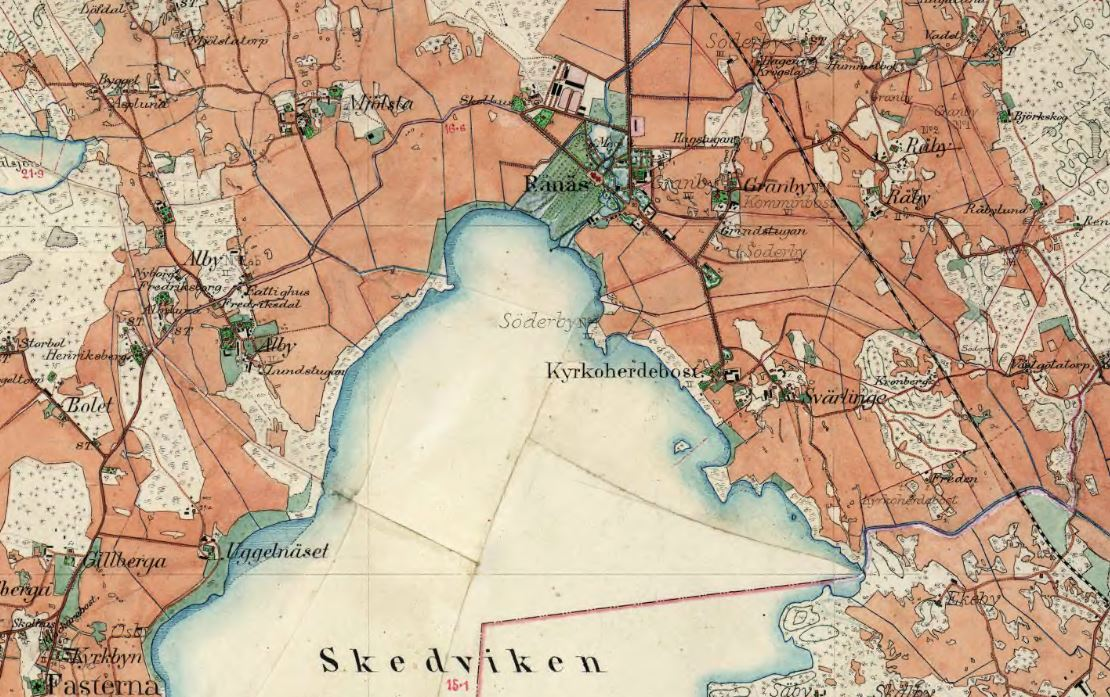
Rånäs med omgivning omkring år 1900.

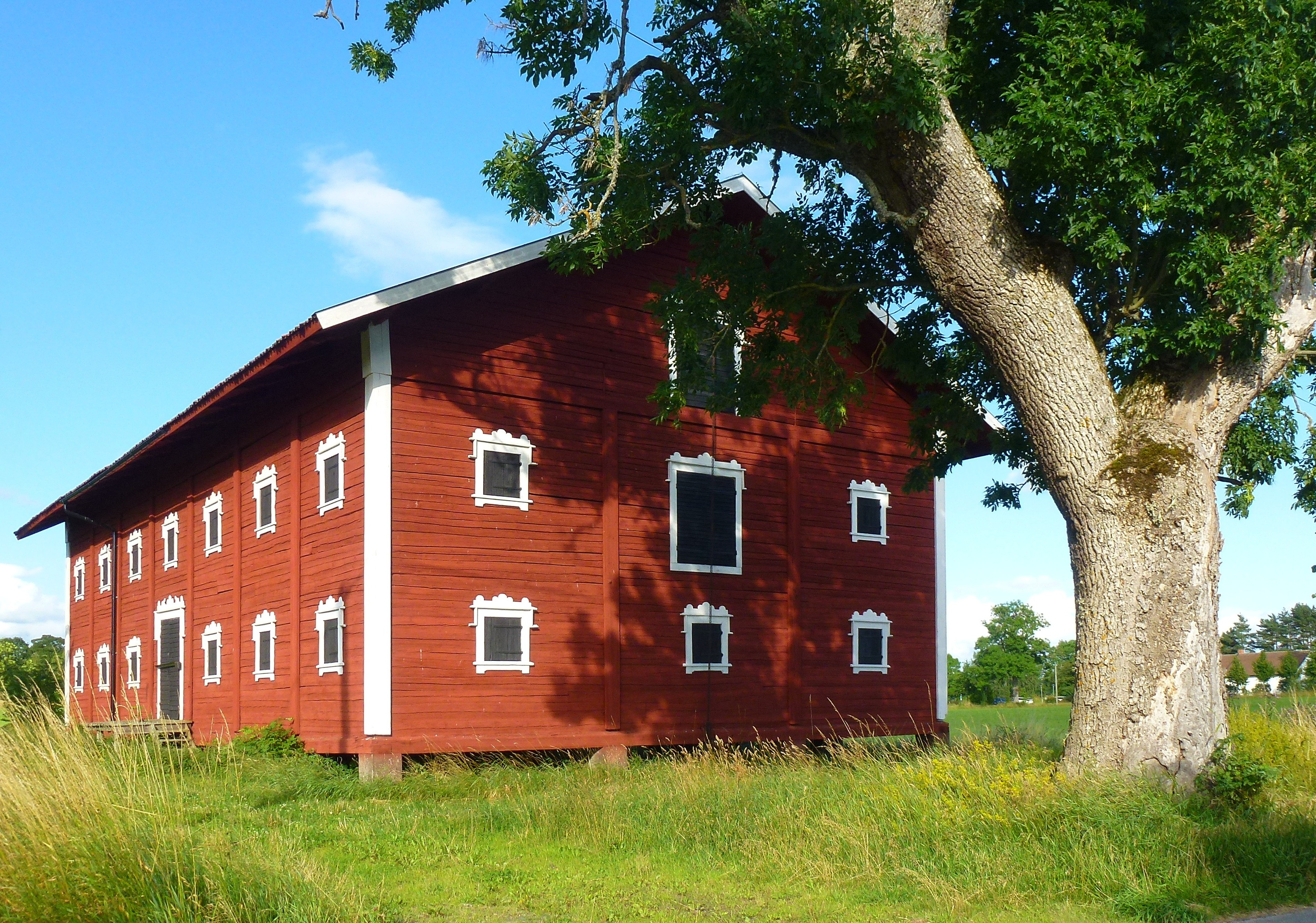
Magasinsbyggnad.

Rånäs tillhörde riksmarsken Karl Ulfsson till Tofta och såldes 1388 till Uppsala stift. Det köptes 1559 av Gabriel Kristiernsson Oxenstierna och lades under Mörby slott i Fasterna socken. 
År 1674 köptes Rånäs av hovmarskalken Joakim Wilhelm von Lützow, som gjorde det till säteri. Då var huvudbyggnaden ett trähus i två våningar med säteritak och låg nordost om dagens huvudbyggnad. Godset Rånäs förvärvades 1704 av Magnus Stenbock och 1734 övertogs egendomen av greve G. L. Stenbock. Genom gifte fick han även Mörby slott och gods. Godset kom senare i greve Adolf Fredrik Löwenhielm, vilken år 1772 såldes egendomarna till bergsrådet Jean le Febure, ägare av bland annat Gimo bruk. Rånäs bruk fick bruksprivilegier 1774 och var då Upplands sydligaste vallonbruk. Bruksdriften pågick något mer än hundra år och lades ned 1894.

## Dagens anläggning
Le Febures svärson, riksmarskalken Axel Didrik Reuterskiöld (1779-1834), lät bygga det nuvarande slottet efter ritningar av Per Axel Nyström, som var en av samtidens tongivande arkitekter. Bygget påbörjades 1833 men det skulle dröja till 1844 innan slottet stod färdigt och då var det grundarens sonson, den bara 16 år gamla Oskar Axel Reuterskiöld, som blev slottsherre och brukspatron på Rånäs. 
Stilen är senempir med influenser från italiensk arkitektur. Husets grundplan utgörs av en rektangel med en mittendel i tre våningar omgiven av två smala sidopartier i fyra våningar. Byggnaden flankeras av två låga flyglar i två våningar som är sammanbyggda med huvudbyggnaden. Antal våningar avser fasaden mot öster. Eftersom byggnaden står i en sluttning är antal våningar mot väster om en våning mindre. Sidoflyglarnas plana tak är inramade an smidesräcken vilka förmodligen tillverkades av smederna vid järnbruket. Interiört märks flera rum med stucktak och dekor i nyrenässans. När slottet stod färdig 1844 revs den gamla sätesgården.
I omgivningen finns den stora ladugården, en tegelmurad, vitputsad byggnad, som troligen uppfördes samtidigt med slottet. Öster om bruksgatan ligger två av de ursprungligen tre faluröd målade magasinen. Ett stenkast från slottet återfinns en gammal stenkvarn, där maldes brukets säd på 1700- och 1800-talen. Till gården hörde även ett mejeri som uppfördes omkring 1895. Här producerades smör och fetost. Vid en ostutställning i Stockholm 1904 prisbelönades Rånäs för sin herrgårdsost. Verksamheten lades ner på 1920-talet. Idag inrymmer byggnaden en mekanisk verkstad.

## Gårdens vidare öden
Kring sekelskiftet 1900 var Rånäs det största säteriet i länet med 1 241 hektar. Huvudgården bestod av 2 mantal och de underlydande gårdarna av 53 mantal. Slottet tillhörde Gimo bruk fram till 1928 och beboddes till dess av fru Louise Reuterskiöld samt hennes barn legationssekreterare Carl Reuterskiöld och Louise "Duckie" Peyron. 1931 köpte Stockholms stad Rånäs med kringliggande park och byggnader. Fram till 1985 var huvudbyggnaden vårdhem för psykiskt sjuka. År 1999 renoverades anläggningen och nyttjas sedan dess som hotell och konferensanläggning.

## Bilder

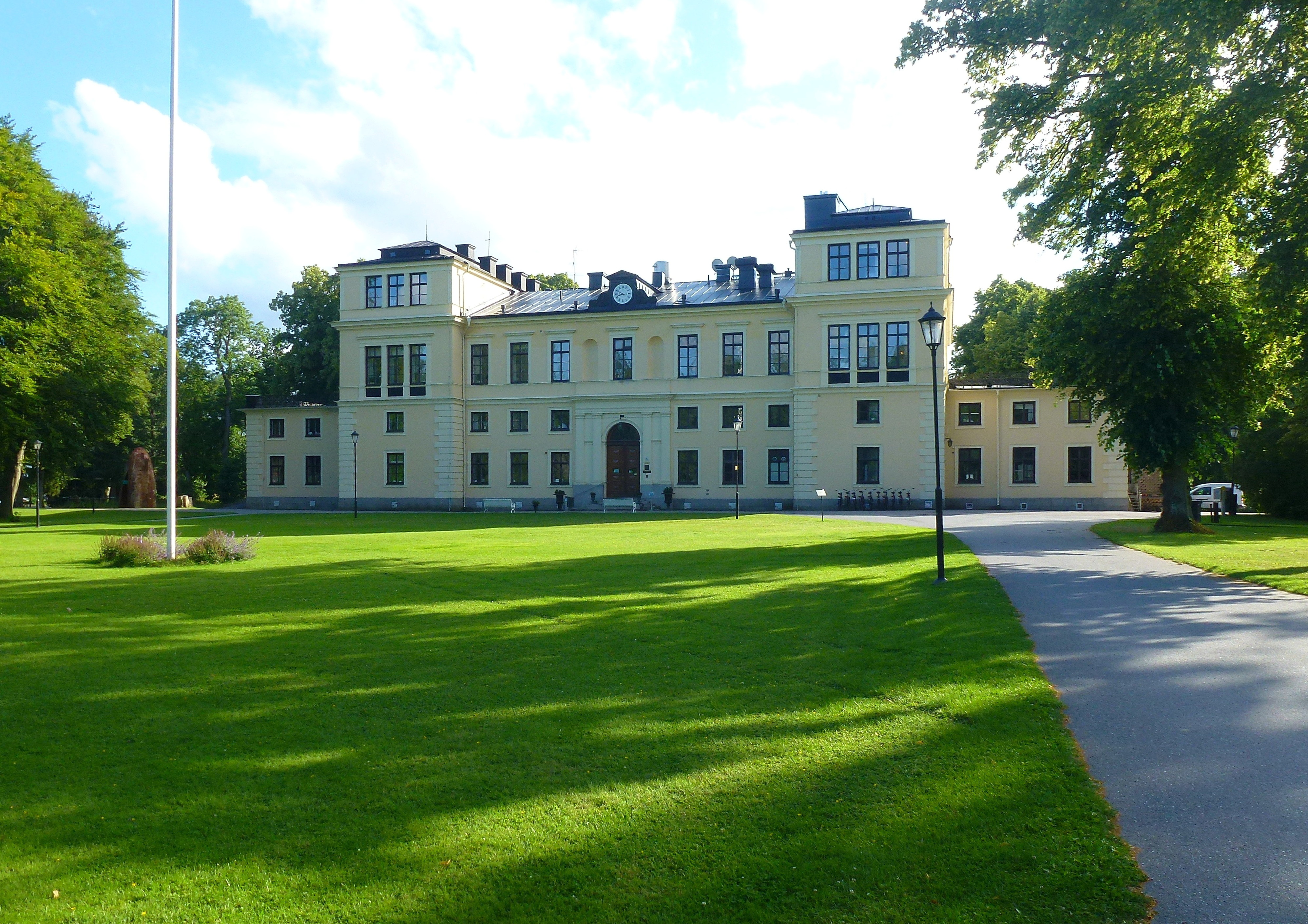
Östra fasaden
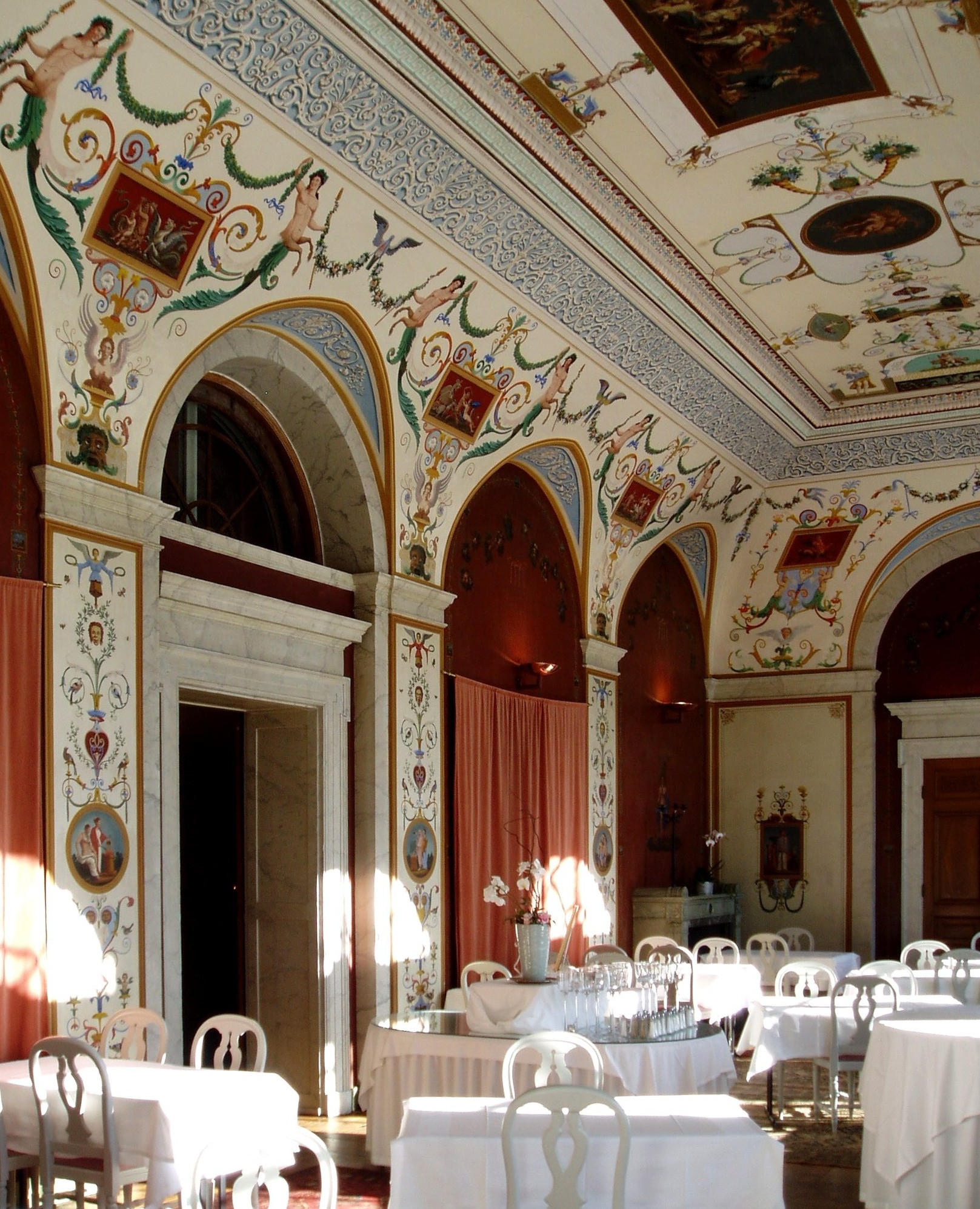
Tak- och väggmålningar i festsalen
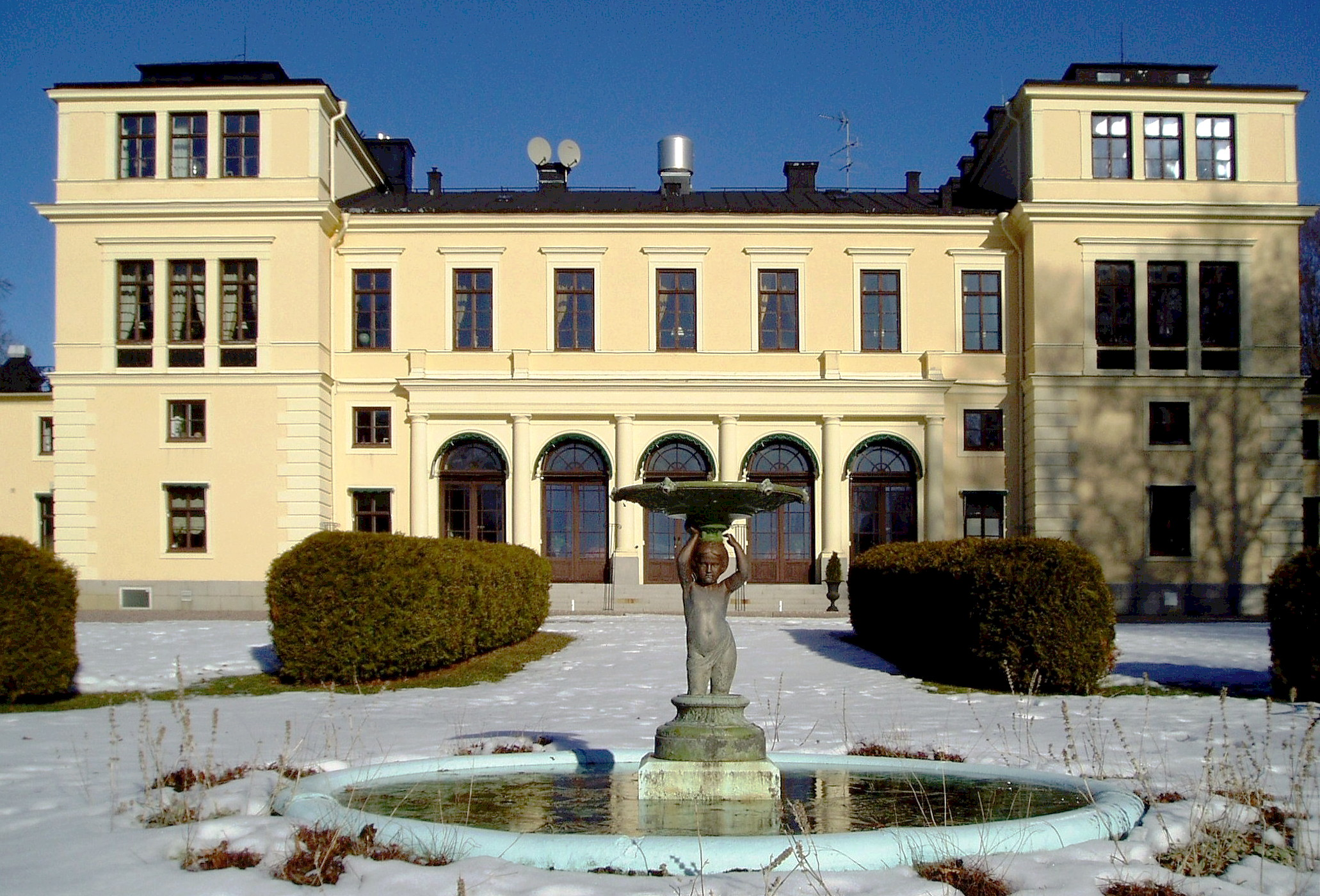
Västra fasaden
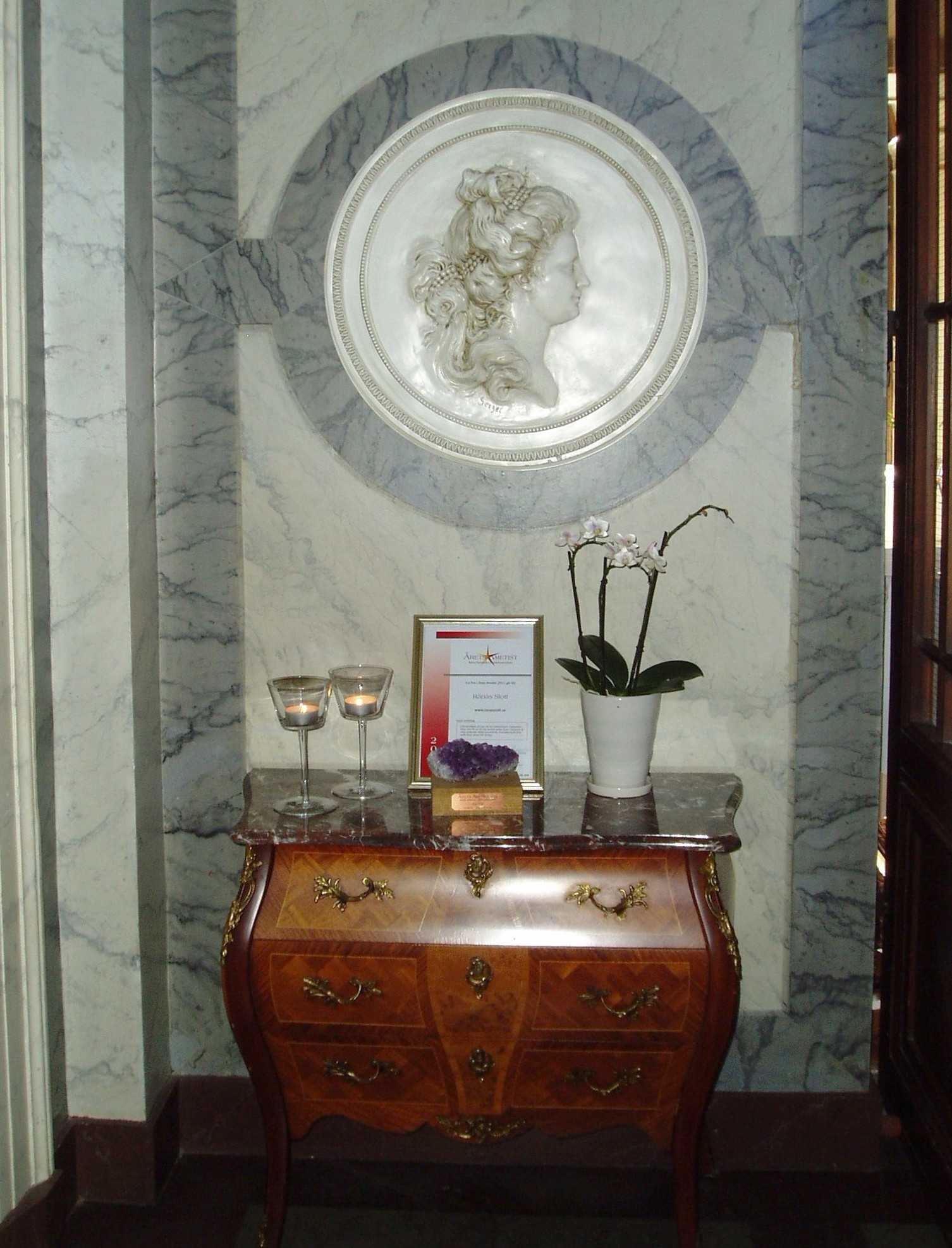
Detalj från garderoben
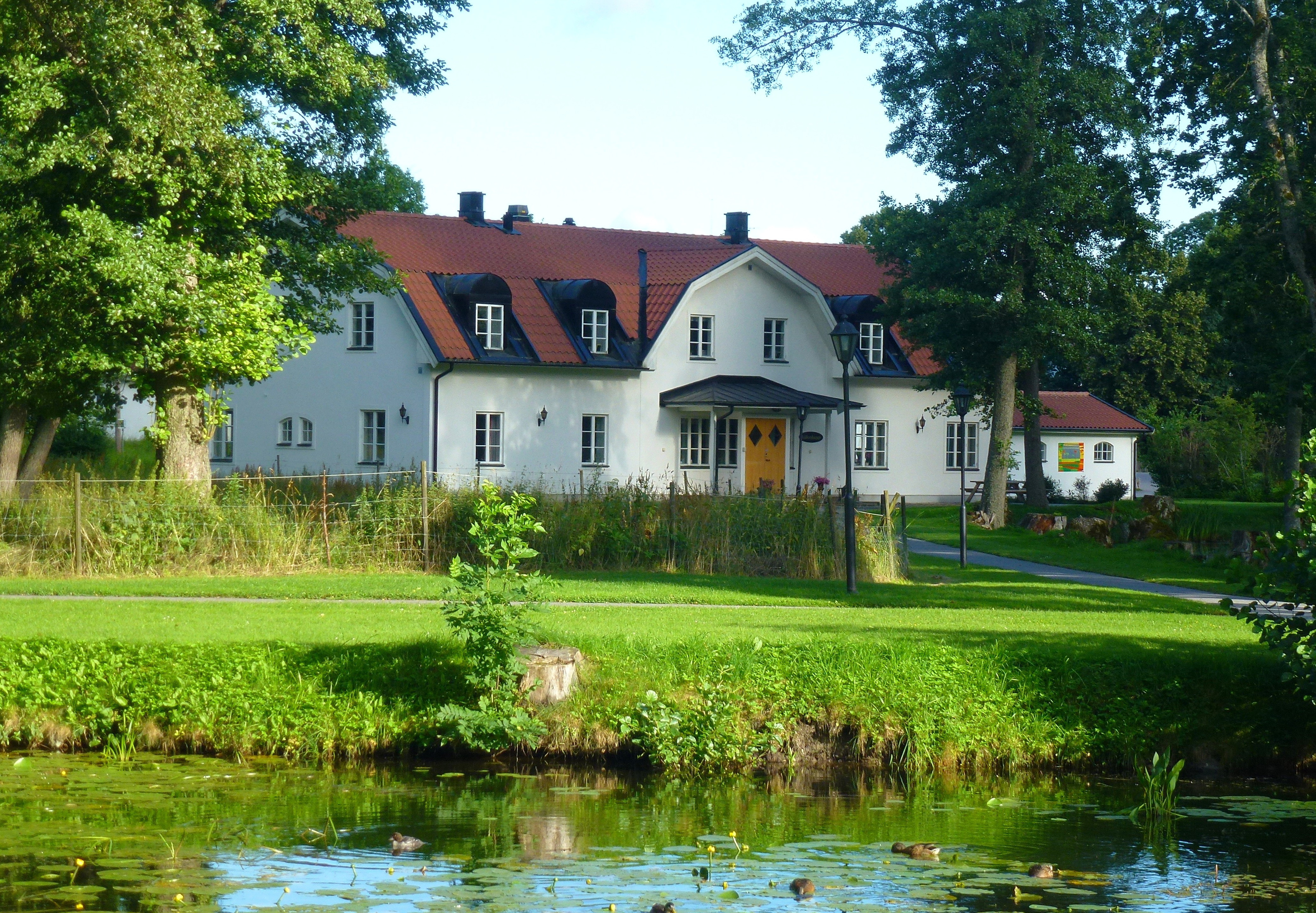
Förvaltarbostaden